# Todor Krastev
Todor Krastev (en bulgare : Тодор Кръстев), né le 1er juin 1945 à Stara Zagora et mort le 9 mai 2000 est un footballeur international bulgare. Il évoluait au poste de gardien de but.

## Biographie

### En club
Todor Krastev commence sa carrière avec le Beroe Stara Zagora en 1964,,.
De 1974 à 1977, Krastev est joueur du OFC Sliven 2000.
En 1977, il est joueur du Beroe Stara Zagora.
Il raccroche les crampons en 1981.
En compétitions européennes, il dispute au total six matchs en Coupe des vainqueurs de coupe et un match en Coupe UEFA.

### En équipe nationale
International bulgare, il reçoit huit sélections en équipe de Bulgarie entre 1967 et 1977,.
Son premier match a lieu le 24 juin 1967 contre la Pologne en amical (victoire 3-2).
Krastev fait partie de l'équipe de Bulgarie médaillée d'argent aux Jeux olympiques 1968. Il est le gardien titulaire lors de la demi-finale contre le Mexique.
Son dernier match en sélection a lieu le 23 janvier 1977 contre le Brésil en amical (défaite 0-1).

## Palmarès

### En sélection
Bulgarie
- Jeux olympiques :
  -  Argent : 1968.